# Dia de la resistència indígena

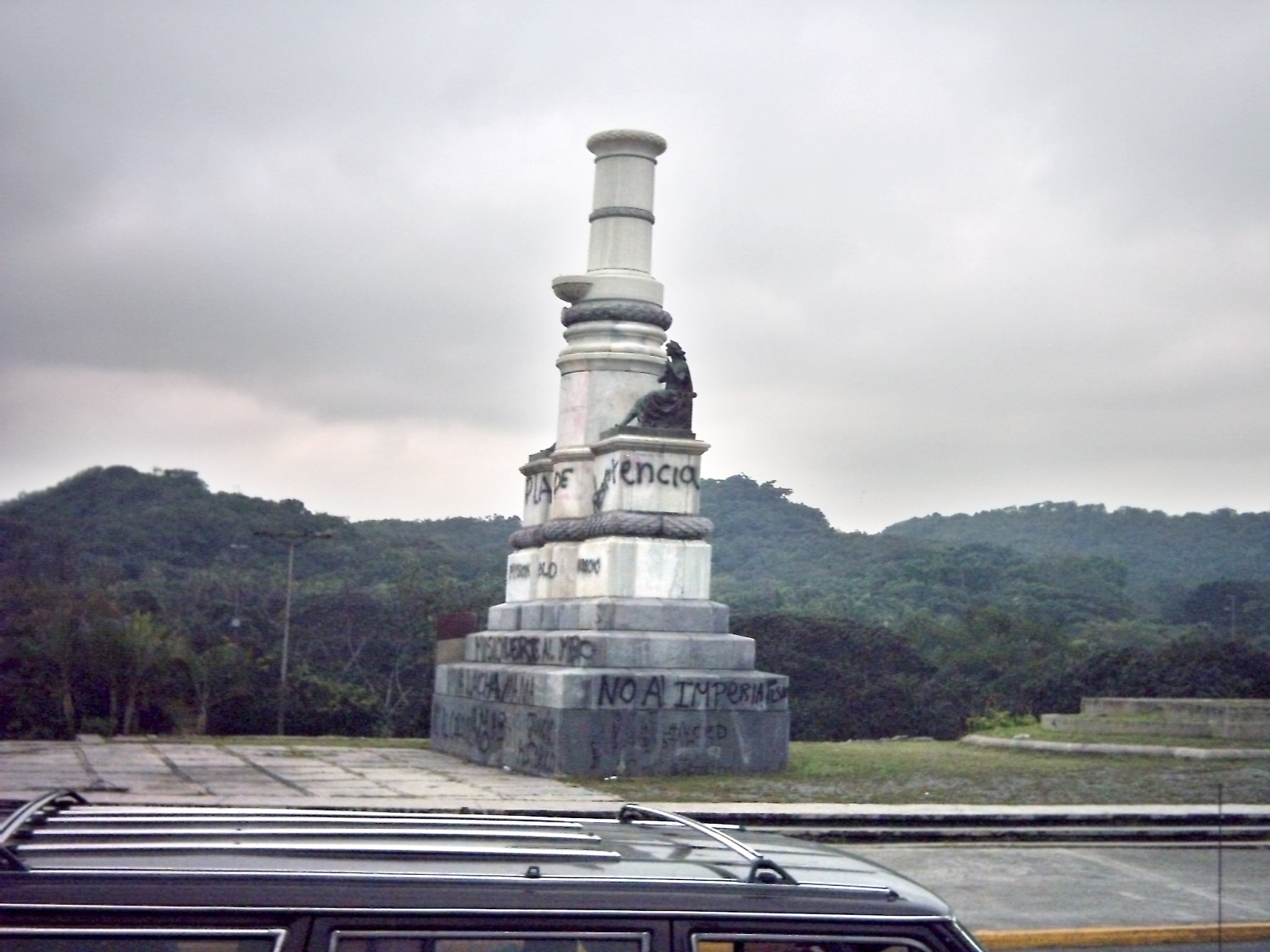
Aspecte del "Monument a Colom al Golfo Triste després que l'estàtua fos enderrocada el 12 d'octubre de 2004.

El Dia de la Resistència Indígena és una festivitat oficial celebrada el 12 d'octubre a Nicaragua, Veneçuela i Navarra Que coincideix amb el Dia de la Raça o Dia de la Hispanitat que se celebra en altres països d'Amèrica i amb el Dia de la Festa Nacional, a Espanya (Dia del Pilar a Saragossa).

## Països

### Guatemala
Guatemala també celebra el dia de la Resistència dels Pobles Indígenes.

### Argentina
El 2004 es va iniciar un projecte per convertir el dia tretze d'octubre en el "Dia de la Resistència Indígena", tot i que no va prosperar.

### Nicaragua
El 12 d'octubre Nicaragua commemora el "Dia de la Resistència Indígena, Negra i Popular", una data en què el país, de naturalesa multiètnica (hi ha fins a deu grups ètnics coexistint), recorda el començament de la lluita dels pobles indígenes contra la colonització, la dominació i la reivindicació dels seus drets ancestrals. La jornada era celebrada com el "Dia de la Raza" i, posteriorment, com "Dia de la Hispanitat", però l'octubre de 2007 el Ministeri d'Educació (MINED) va acordar denominar-ho oficialment "Dia de la Resistència Indígena, Negra i Popular" com a part de les polítiques d'inclusió i restauració de drets dels pobles indígenes i la reivindicació de l'herència cultural a la societat nicaragüenca.
Per commemorar la data, tradicionalment es realitzen diversos esdeveniments: musicals, fires, danses, degustacions gastronòmiques i begudes amb l'objectiu de mantenir viu el patrimoni cultural d'aquests pobles.

### Veneçuela
La festivitat originalment commemorava el descobriment d'Amèrica de Cristòfor Colom, i va ser declarada durant el govern de Juan Vicente Gómez festivitat nacional sota la denominació de "Dia de la Raça". L'esquerra veneçolana, però, mai havia vist amb bons ulls aquest nom, que consideraven una exaltació del colonialisme. És per això que, es va canviar per la nova festivitat per commemorar la resistència dels nadius americans contra els conqueridors. Va ser decretada oficialment pel president Hugo Chávez i sancionada per l'Assemblea Nacional de Veneçuela com a tal el 12 d'octubre del 2002.
Dos anys després del decret, durant la segona celebració del "Dia de la resistència indígena", es va enderrocament d'una estàtua de Cristòfor Colom a la Plaça Veneçuela de Caracas, acte que va aixecar una sonada controvèrsia.

### Espanya
Des de 2017, el Parlament de Navarra va aprovar celebrar aquesta festivitat oficialment en detriment del “Dia de la Hispanitat”.